# La Tête froide
Pour plus de détails, voir Fiche technique et Distribution.
La Tête froide est un film français réalisé par Stéphane Marchetti, sorti en 2023.
Il est présenté en avant-première mondiale au festival du film francophone d'Angoulême en août 2023.

## Fiche technique
Sauf indication contraire, les informations mentionnées dans cette section peuvent être confirmées par la base de données cinématographiques Unifrance,  présente dans la section « Liens externes ».
- Titre original : La Tête froide
- Réalisation : Stéphane Marchetti
- Scénario : Stéphane Marchetti et Laurette Polmanss
- Musique : Adrien Casalis
- Décors : Charlotte De Cadeville
- Costumes : Marta Rossi
- Photographie : Sébastien Goepfert
- Son : Yolande Decarsin
- Montage : Damien Maestraggi
- Production : Bertrand Gore
- Coproduction : Bertrand Faivre
- Production associées : Sandra Da Fonseca et Nathalie Mesuret
- Sociétés de production : Blue Monday Productions ; Auvergne-Rhône-Alpes Cinéma et Le Bureau (coproductions)
- Société de distribution : UFO Distribution
- Pays de production :  France
- Langue originale : français
- Format : couleur – 1,85:1 – son 5.1
- Genre : drame, thriller
- Durée : 92 minutes
- Dates de sortie :
  - France : 26 août 2023 (festival du film francophone d'Angoulême)[1] ; 17 janvier 2024 (sortie nationale)

## Distribution
- Florence Loiret Caille : Marie
- Saabo Balde : Souleymane
- Jonathan Couzinié : Alex
- Aurélia Petit : la responsable du centre d'accueil
- Marie Narbonne : Chloé, la fille de Marie
- Philippe Frécon : M. Bento
- Souleymane Touré : Moussa

## Tournage
Le tournage débute en janvier 2023 en Provence-Alpes-Côte d'Azur, pour le Briançonnais, le col de Montgenèvre et la ville Saint-Martin-de-Queyrières, puis, en février, en Auvergne-Rhône-Alpes, à Lyon pour les quartiers de la Croix-Rousse et du Petit Salon dans le 7e arrondissement de Lyon. Il a également lieu à Albigny-sur-Saône, à Décines-Charpieu pour le parc Olympique lyonnais et à Villeurbanne.

## Distinctions

### Récompense
- Festival du film de Sarlat 2023 : prix d'interprétation féminine pour Florence Loiret Caille, ex æquo avec Jasmine Trinca dans La Nouvelle Femme de Léa Todorov[4]

### Sélections
- Festival du film francophone d'Angoulême 2023 : section « Premiers rendez-vous »[1]
- Festival du film de Sarlat 2023 : sélection officielle[5]